# Rue Jean-de-Tournes
La rue Jean-de-Tournes est une rue située dans le 2e arrondissement de Lyon.

## Situation et accès
Elle relie la rue du Président-Édouard-Herriot à la place de la République.

## Origine du nom
Elle rend hommage à l'imprimeur Jean de Tournes qui y tint boutique au milieu du XVIe siècle.

## Historique
Cette voie qui est dénommée à l'origine « rue Raisin » ou « rue du Raisin », est attestée en 1380 en raison d'une enseigne en forme de grappe de raisin qui indiquait l'atelier d'un imprimeur. L'imprimeur Jean de Tournes s'installe dans la rue et ouvre une imprimerie à l'enseigne des Deux-vipères. En 1585, son fils, qui avait pris sa succession, quitte Lyon pour s'installer à Genève pour des raisons religieuses.
Elle prend sa dénomination actuelle le 13 novembre 1863.

## Bâtiments remarquables et lieux de mémoire
Dans la rue vécut également à la Renaissance l'imprimeur François Fradin ; il y possédait une maison. Chef du pennon Annemond Perret, il est le beau-père de Corneille de Lyon.
Une madone située à un des coins de la rue est l'œuvre de Rodolphe Galli.